# Jesús Jiménez Zamora
Jesús Jiménez Zamora (né le 18 juin 1823 à Cartago – mort le 12 février 1897 à San José), est un homme d'État, fut président du Costa Rica lors de deux mandats : de 1863 à 1866 et de 1868 à 1870.

## Biographie
Élu démocratiquement en 1863, il dissout le Congrès deux mois après son élection. Il accorde l’asile politique au général nicaraguayen Gerardo Barrios, ce qui entraîne la rupture des relations diplomatiques entre le Costa Rica et quatre pays d’Amérique centrale. À la fin de son premier mandat, il cède le pouvoir à José María Castro Madriz avant de le renverser à l’occasion d’un coup d'État en 1868. Lui-même sera chassé du pouvoir après un putsch deux ans plus tard.
Son fils Ricardo Jiménez Oreamuno a été président du pays lors de trois mandats.

## Source
- (en) Cet article est partiellement ou en totalité issu de l’article de Wikipédia en anglais intitulé « Jesús Jiménez Zamora » (voir la liste des auteurs).